# A párbaj mesterei
A párbaj mesterei (デュエル・マスターズ; Djueru Maszutázu; Hepburn: Dyueru Masutāzu; Duel Masters) japán mangasorozat, amelyet Sigenobu Macumoto írt és illusztrált a Duel Masters gyűjtögetős kártyajáték alapján. A fejezeteket a CoroCoro Comic magazin publikálta 1999 és 2005 között, majd a Shogakukan adta ki 17 kötetbe gyűjtve. A mangából animesorozat is készült a Studio Hibari gyártásában. Japánban a Kids Station és a TV Tokyo vetítette, míg Magyarországon a Cartoon Network sugározta.

## Cselekmény
E különleges kártyajátékkal öt civilizáció:  a természet, a tűz, a víz, a fény és a sötétség idézhető meg a mi világunkba. Rengetegen játszanak ezzel a játékkal, de csak a legkiválóbbak képesek arra, hogy behívják a túlvilági lényeket. Ők a kaijudók, azaz a párbajmesterek. A főszereplő, az apjától különleges tudást örökölt Sóbu barátaival csapatot alkotva versenyez a Párbajmester-kártyákért.

## Szereplők
Kirifuda Sóbu (切札勝舞; Hepburn: Kirifuda Shōbu) – Dányi Krisztián
Hakuó (白凰; Hepburn: Hakuō) – Holl Nándor
Kokudzsó Kjósiró (黒城凶死郎; Hepburn: Kokujō Kyōshirō) – Kossuth Gábor
Kirifuda Sóri (切札勝利; Hepburn: Kirifuda Shōri) – Láng Balázs
Kirifuda Mai (切札舞) – ?
Kadoko Rekuta (角古れく太) – Molnár Levente
Manaka Szajuki (中紗雪; Hepburn: Manaka Sayuki) – Zsigmond Tamara
Taszogare Mimi (黄昏ミミ; Hepburn: Tasogare Mimi) – Roatis Andrea
Georgi baba (George Kamamoto) (ジョージ釜本; Hepburn: Kamamoto Jōji) – Orosz István
Gyökér doktor (Dr. Root Westhandler) (Dr. ルート; Dokutá Rúto; Hepburn: Dokutā Rūto) – Tarján Péter
Knight (ナイト; Hepburn: Naito) – Jakab Csaba
Mester (マスター; Hepburn: Masutā) – Faragó András
További magyar hangok: Moser Károly, Rudas István, Szalay Csongor, Szokol Péter